# Абелова група
Абелова (абелева) група, или още комутативна група, се нарича всяка алгебрична група, в която важи комутативният закон. С други думи това е множество, над което е въведена бинарна операция {\displaystyle \circ }, за която е в сила, че {\displaystyle x\circ y=y\circ x} за всички {\displaystyle x,y}, принадлежащи на множеството.
Примерите за абелови групи включват:
- множеството на целите числа по отношение операцията събиране,
- множеството на целите числа по модул {\displaystyle m} по отношение операцията събиране по модул {\displaystyle m} (където {\displaystyle m\geq 1} е цяло число),

Абеловите групи са от централно значение в абстрактната алгебра, алгебричната топология и други клонове на съвременната математика.
Наречени са така от Камий Жордан по името на Нилс Абел, който предвижда някои от техните свойства, въпреки че самият той не е използвал понятието.